# Tivoli Stadion Tirol
El Tivoli Stadion Tirol hasta 2011 llamado Tivoli Neu es un estadio multiusos ubicado en la ciudad de Innsbruck (Tirol, Austria), inaugurado en el 2000. El estadio es la sede de los equipos de fútbol FC Wacker Innsbruck y WSG Tirol ambos de la Bundesliga austriaca, y del equipo de fútbol americano de la ciudad de Innsbruck, los Tirol Raiders.
El estadio contaba con capacidad para albergar 17 400 espectadores, pero fue ampliado a 30 000 para ser una de las cuatro sedes austriacas de la Eurocopa 2008. Tras la Eurocopa le fue retirado la ampliación del graderío superior y su capacidad volvió a pasar a los 17 400 espectadores iniciales.
El Tivoli Neu forma parte del complejo deportivo "Olympiaworld Innsbruck", que está compuesto además de por el estadio y sus campos anexos, por dos pabellones polideportivos: el "OlympiaHalle", (una de las 5 sedes del Europeo de Balonmano 2010 y del Europeo de Voleibol 2011 de 15 000 espectadores), y el "TWK Arena" de menor capacidad, destinado a deportes sobre hielo.

## Eventos

### Eurocopa 2008
- El Tivoli Stadion Tirol albergó tres partidos de la Eurocopa 2008.
| Fecha               | Selección #1 | Resultado | Selección #2 | Ronda                 | Espectadores |
| ------------------- | ------------ | --------- | ------------ | --------------------- | ------------ |
| 10 de junio de 2008 | España       | 4–1       | Rusia        | Primera fase, Grupo D | 30 772       |
| 14 de junio de 2008 | Suecia       | 1–2       | España       | Primera fase, Grupo D | 30 772       |
| 18 de junio de 2008 | Rusia        | 2–0       | Suecia       | Primera fase, Grupo D | 30 772       |

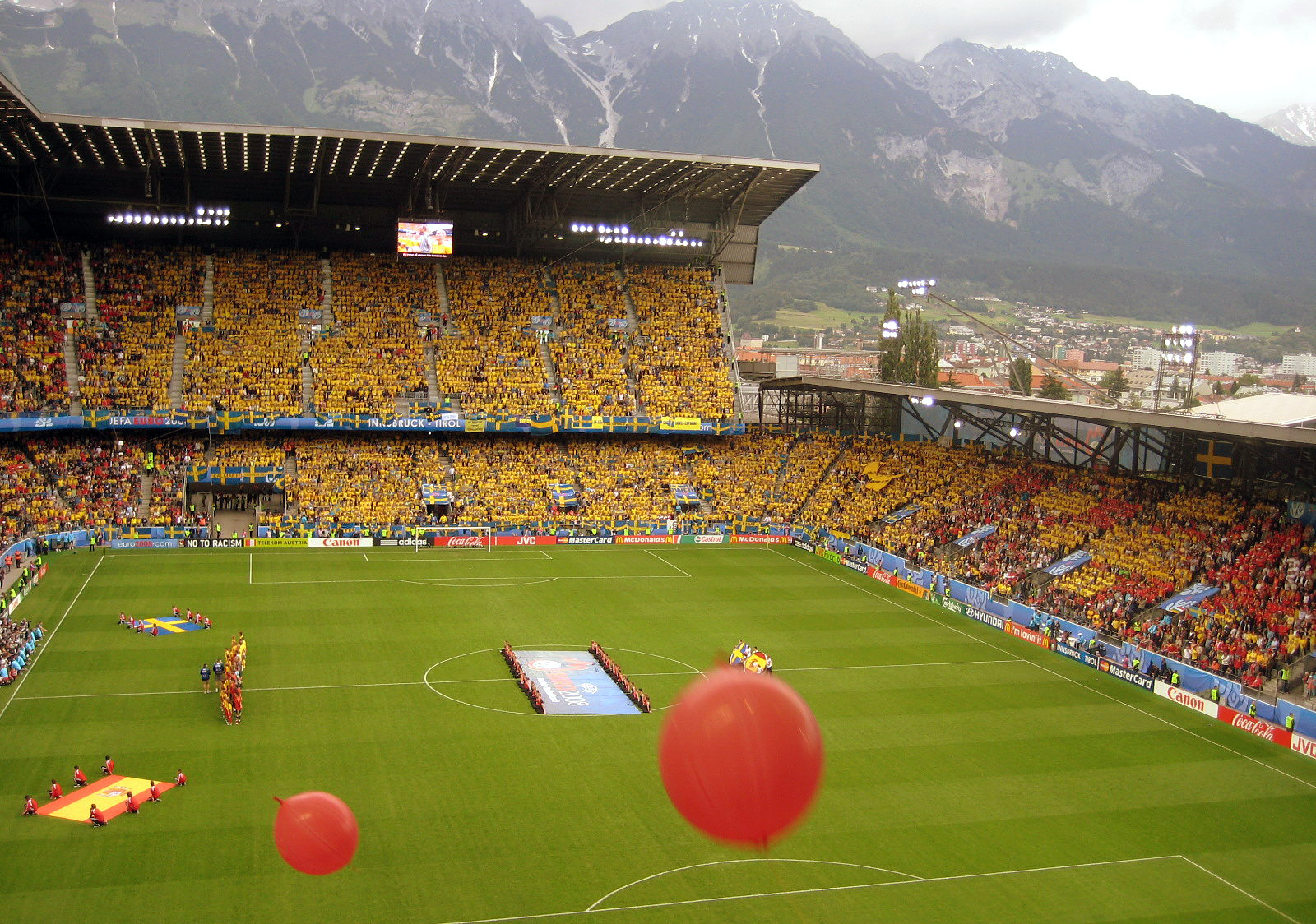
El estadio durante la Euro 2008
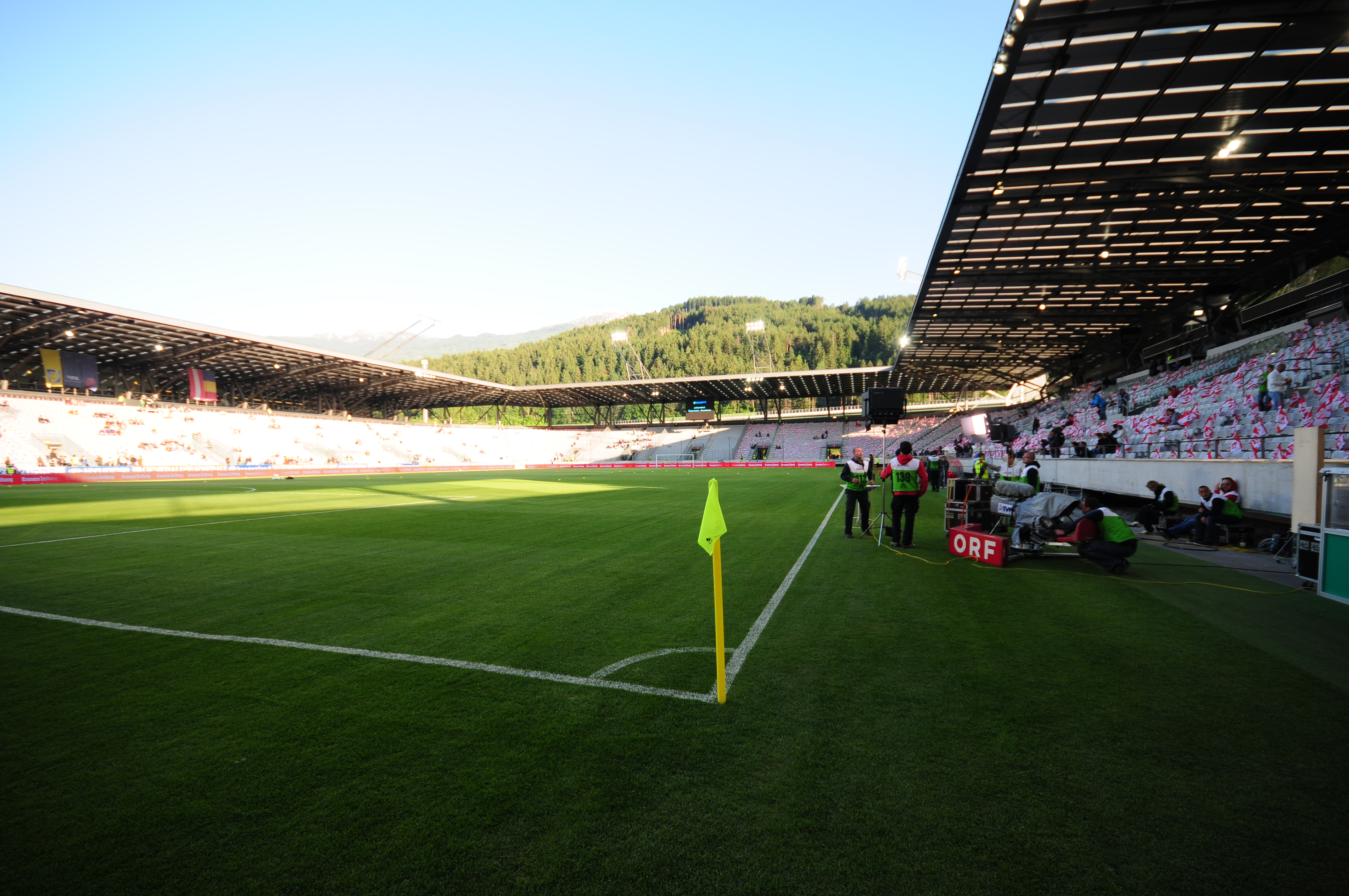